# Anna Hlavatá-Pokorná
Anna Hlavatá-Pokorná (rozená Hlavatá, 24. února 1889 Chyjice – 22. října 1961 Praha) byla česká pedagožka, překladatelka, ředitelka školy, spolková činovnice, sociální pracovnice, sufražetka a feministka, řídící učitelka a zakladatelka Legie mládeže, volnočasového klubu v pražských Holešovicích, de facto první družiny v Československu. Spolupracovala s předními osobnostmi českého ženského emancipačního hnutí své doby, jako byla například Alice Masaryková.

## Život
Narodila se v nedaleko Jičína v české mlynářské rodině. Jako emancipovaná mladá žena se rozhodla stát učitelkou, vystudovala učitelský ústav. Pracovala jako učitelka v mateřských a státních školách, následně začala roku 1914 působit na Státním ženském učitelském ústavu v Praze jako cvičná učitelka, kde působila deset let. Provdala se za Huga Pokorného.
Po vzniku Československa spolupracovala s Alicí Masarykovou, dcerou prezidenta T. G. Masaryka a spoluzakladatelkou Československého červeného kříže, s jejíž podporou založila roku 1919 v pražských Holešovicích Legii mládeže. Šlo o první moderní organizaci, která se snažila systematicky pracovat s bezprizorní mládeží či sirotky po obětech první světové války. Organizace připravovala volnočasové aktivity, vybudovala například dětské hřiště, zároveň se snažila vštěpovat ideály vzájemné rovnosti, spravedlnosti a kladnému vztahu k mladé republice. Za vzor byli rovněž kladeni českoslovenští legionáři. Stejně tak pracovala na poli prevence kriminality či zaváděla lekce pohlavní výchovy. Roku 1922 získala Legie mládeže vlastní novou budovu v holešovické Plynární ulici. V následujících letech ústav navštěvovalo téměř 200 mladých ve věku od 10 let. V Praze se podobné činnosti věnoval rovněž duchovní a sociální pracovník Přemysl Pitter.
Po vzniku tzv. Druhé republiky musela Hlavatá-Pokorná své místo opustit. Po obsazení Československa armádou nacistického Německa, vzniku Protektorátu Čechy a Morava a vypuknutí druhé světové války se začala angažovat v protinacistickém odboji. Ústav roku 1939 zanikl. Roku 1943 však byla zatčena gestapem, odsouzena a uvězněna v koncentračním táboře.
Po skončení války se vrátila do Prahy a věnovala se přednáškové činnosti.
Anna Hlavatá-Pokorná zemřela 22. října 1961 v Praze ve věku 72 let.